# Cogomella pigada
Les cogomelles pigades són cogomelles carnoses amb restes farinoses o pulverulentes del vel universal. Les restes són en forma de berrugues, flocs, plaques o polsim i es desprenen en passar el dit per sobre. Cobreixen la superfície del barret, el seu marge i part de la cama o el peu a modus de volva residual (no hi ha mai veritable volva membranosa, consistent).

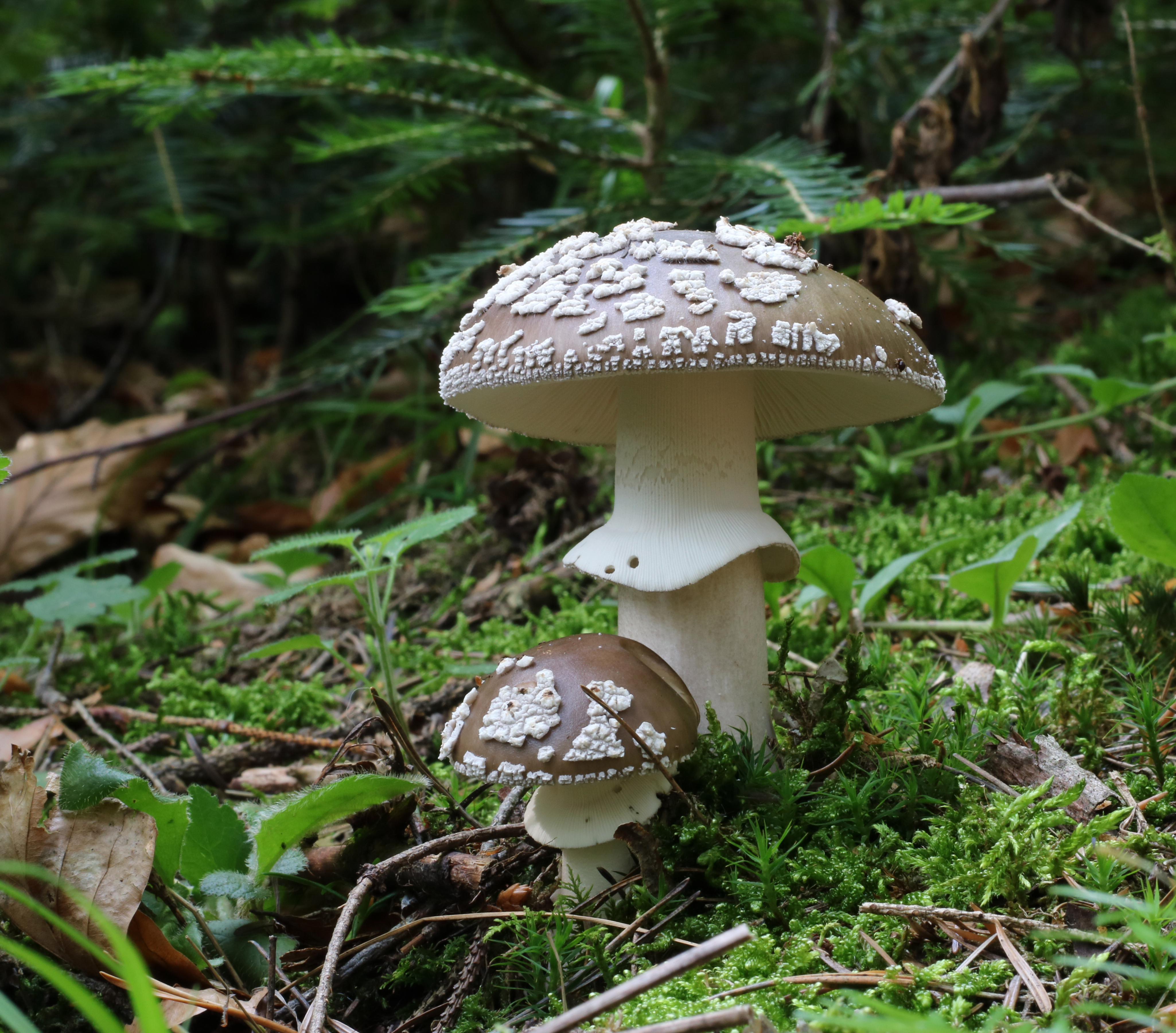
Cogomella pigada (Amanita pantherina)

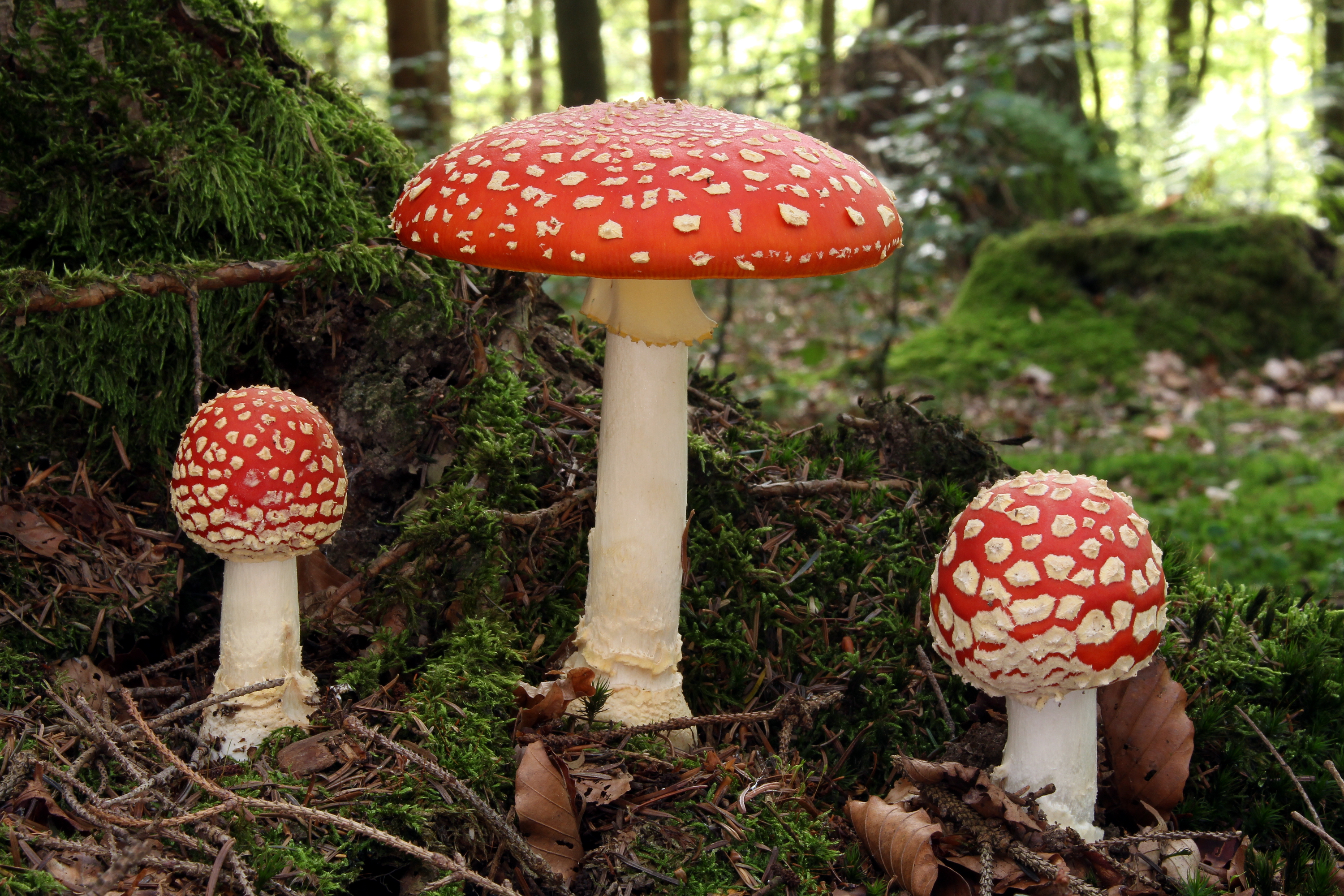
Cogomella mosquera, reig bord, reig de fageda (Amanita muscaria)

Les cogomelles pigades són espècies micorríziques excepte la cogomella de Vittadini (Saproamanita vittadinii) i la cogomella de Codina (Saproamanita codinae)', que són saprofítiques

## Espècies de cogomelles pigades

#### Cogomelles pigades micorríziques[1][2]
- Amanita gemmata (= A. junquillea), cogomella almesquí
- Amanita franchetii, cogomella daurada
- Amanita strobiliformis, cogomella de pinya
- Amanita echinocephala, cogomella eriçada
- Amanita gracilior, cogomella eriçada de dunes
- Amanita gioiosa, cogomella gojosa
- Amanita excelsa, cogomella grisa
- Amanita regalis, cogomella mosquera brunenca
- Amanita muscaria, cogomella mosquera, mosquerola, reig bord
- Amanita pantherina, pixacà, cogomella pigada
- Amanita rubescens, cogomella vinosa

#### Cogomelles pigades descomponedores
- Saproamanita codinae, cogomella de Codina
- Saproamanita vittadinii, cogomella de Vittadini